# Cranioleuca sulphurifera
Cranioleuca sulphurifera е вид птица от семейство Furnariidae.

## Разпространение
Видът е разпространен в Аржентина, Бразилия и Уругвай.